# Джош Шиган
Джо́шуа Люк Ши́ган (англ. Joshua Luke Sheehan, нар. 30 березня 1995, Пембрей) — валлійський футболіст, півзахисник англійського клубу «Болтон Вондерерз».
Виступав, зокрема, за клуб «Ньюпорт Каунті», а також національну збірну Уельсу.

## Клубна кар'єра
Народився 30 березня 1995 року в місті Пембрей. Вихованець футбольної школи клубу «Свонсі Сіті». Дорослу футбольну кар'єру розпочав 2014 року в основній команді того ж клубу, в якій того року взяв участь у 4 матчах чемпіонату. 
Протягом 2014—2016 років захищав кольори клубу «Йовіл Таун».
Своєю грою за останню команду привернув увагу представників тренерського штабу клубу «Ньюпорт Каунті», до складу якого приєднався 2016 року. Відіграв за команду з Ньюпорта наступні п'ять сезонів своєї ігрової кар'єри. Більшість часу, проведеного у складі «Ньюпорт Каунті», був основним гравцем команди.
До складу клубу «Болтон Вондерерз» приєднався 2021 року. Станом на 22 листопада 2023 року відіграв за клуб з Болтона 57 матчів в національному чемпіонаті.

## Виступи за збірні
У 2012 році дебютував у складі юнацької збірної Уельсу (U-19), загалом на юнацькому рівні взяв участь у 7 іграх.
Протягом 2014–2016 років залучався до складу молодіжної збірної Уельсу. На молодіжному рівні зіграв у 12 офіційних матчах.
У 2020 році дебютував в офіційних матчах у складі національної збірної Уельсу.
| Дата       | Місто     | Господарі | Результат | Гості          | Турнір           | Голи | Примітки |
| ---------- | --------- | --------- | --------- | -------------- | ---------------- | ---- | -------- |
| 12-11-2020 | Кардіфф   | Уельс     | 0 – 0     | США            | товариський матч | -    | 45'      |
| 27-3-2021  | Кардіфф   | Уельс     | 1 – 0     | Мексика        | товариський матч | -    | 46'      |
| 1-9-2021   | Гельсінкі | Фінляндія | 0 – 0     | Уельс          | товариський матч | -    | 63' 65'  |
| 7-9-2023   | Кардіфф   | Уельс     | 0 – 0     | Південна Корея | товариський матч | -    | 60'      |
| 11-10-2023 | Рексем    | Уельс     | 4 – 0     | Гібралтар      | товариський матч | -    | 46'      |
| Усього     |           | Матчів    | 5         |                | Голів            | 0    |          |